# 帕萨夸特鲁
帕萨夸特鲁是巴西米纳斯吉拉斯州的一个市镇。总面积276.568平方公里，总人口15285人，人口密度55.3人/平方公里。